# Laïcité ouverte
La laïcité ouverte est un néologisme lié à l'histoire et à la mondialisation de l'idéal et du principe de laïcité. Elle se rapproche de la laïcité telle que définie aux États-Unis et s'oppose à la laïcité en France perçue par les américains comme doctrinaire, rigide et séparatrice. 
La laïcité est un idéal, un principe et une loi. Ce qui diffère entre deux périodes historiques ou entre deux régions du monde ce sont les conditions de la réalisation et de l'exercice de la laïcité au sens politique, institutionnel, juridique, social, éthique, etc.
Selon Guy Haarscher, cette nouvelle notion de laïcité ouverte correspond à « des tentatives de recoloniser la sphère publique [en Europe] », « elle ne peut se résumer à une « laïcité molle », « sauf à laisser croire que la fermeté sur les principes est l'apanage des radicaux et des intolérants ». Elle viserait à empêcher que la laïcité ne devienne antireligieuse.

## Adjectifs créant dénomination
Selon les auteurs un adjectif est ajouté au terme laïcité pour indiquer une nuance, une approche différente, d'autres fois pour la « rénover », pour « en dépoussiérer le concept ». 
L'exercice de la laïcité peut être qualifié de « laïcité nouvelle », de « laïcité plurielle », de « laïcité large » ou de « laïcité séparatrice », de « laïcité délibérative ».
Plusieurs penseurs de la laïcité et quelques journalistes amalgament à dessein le concept de laïcité qui est un et les multiples courants et pratiques. Jean Baubérot propose une typologie pour la France composée de sept idéaux-types (au sens de la méthode de Max Weber). Il articule ses choix de classification des différents courants de pensée à partir de quatre éléments suivants :
1. la liberté de conscience
2. l'égalité des droits
3. la séparation
4. la neutralité

À l'instar d'autres auteurs (Henri Pena-Ruiz par exemple) cette classification ne retient pas d'autres éléments comme la complexification de la notion de distinction des sphères publique et privée, la précellence de l'universel sur le particulier, la précellence de l'intérêt général et du bien commun sur le particulier, la distance intérieure, la souveraineté et l'autonomie, le recul sociologique de la pratique religieuse et de la foi, etc.

## Forme
La laïcité ouverte s'exprime par le respect de la liberté de conscience et de religion dans un cadre de « séparation partielle de l’État et des religions ». Aux États-Unis, cela s'exprime au travers de la clause de non-établissement et la liberté de conscience inscrit dans le premier amendement de la Constitution des États-Unis. L'aspect partiel s'exprime par une distinction entre la laïcité de l’État américain et la religiosité de la société civile, s'exprimant dans tous les espaces. Ainsi, l'invocation de Dieu dans la vie publique existe aux États-Unis, mais il s'agit d'une « référence […] générale et abstraite ».

## Controverses
Le débat sur la question entre la laïcité telle que définie en France et la laïcité ouverte a été important au Québec dans les années 2000 et 2010 notamment à la suite des rapports Proulx et Bouchard-Taylor, prônant chacun la laïcité ouverte, et avec le projet de loi 60 visant à l'adoption de la « Charte affirmant les valeurs de laïcité et de neutralité religieuse de l'État » (2013). Contrairement à la France, le Canada n'a jamais consacré la laïcité dans un texte constitutionnel, même si ce n'est qu'en 2019 que celui-ci a été inscrit dans la Loi 21 au Québec. 
En France, le débat sur la laïcité ouverte s'est rouvert à la suite de l'attentat contre Charlie Hebdo en janvier 2015.

## Sources